# Rauno Aaltonen
Rauno August Aaltonen, conegut com a Rauno Aaltonen   (Turku, 7 de gener de 1938), és un antic pilot de ral·lis finlandès que competí en el Campionat Mundial de Ral·lis als anys 70 del segle xx. Aaltonen és un dels denominats "finlandesos voladors", i malgrat ser recordat per la seva activitat en el món dels ral·lis, fou també pilot de llanxes motores i de motocicletes, essent el primer finlandès de la història a guanyar un Gran Premi de motociclisme.

## Trajectòria
A bord d'un Mini Cooper S guanyà el Campionat europeu de ral·lis l'any 1965, amb Tony Ambrose de copilot, convertint-se en el primer pilot finlandès en conquistar dit campionat. També guanyà el Campionat de Finlàndia de Ral·lis els anys 1961 i 1965. Al llarg de la seva trajectòria al Mundial de Ral·lis, Aaltonen guanyà 5 ral·lis: el Ral·li de Finlàndia de 1961 i 1965, el Ral·li de Gal·les de 1965, el Ral·li Monte-Carlo de 1967 i el Ral·li de Southern Cross de 1977. Un ral·li que se li resistí fou el Ral·li Safari, el qual finalitzà en 6 ocasions en segona posició.
També guanyà les 500 milles de Bathurst a Mount Panorama (Nova Gal·les del Sud, Austràlia) l'any 1966 pilotant un Mini Cooper S.